# Wugong (köpinghuvudort i Kina, Shaanxi, lat 34,26, long 108,21)
Wugong är en köpinghuvudort i Kina. Den ligger i provinsen Shaanxi, i den nordvästra delen av landet, omkring 64 kilometer väster om provinshuvudstaden Xi'an. Antalet invånare är 64 739. Befolkningen består av 31 285 kvinnor och 33 454 män. Barn under 15 år utgör 16,0 %, vuxna 15-64 år 75 %, och äldre över 65 år 7,0 %.
Runt Wugong är det ganska tätbefolkat, med 199 invånare per kvadratkilometer. Närmaste större samhälle är Yangling, 11,8 km väster om Wugong. Trakten runt Wugong består till största delen av jordbruksmark.
Genomsnittlig årsnederbörd är 668 millimeter. Den regnigaste månaden är september, med i genomsnitt 143 mm nederbörd, och den torraste är december, med 1 mm nederbörd.